# Беткулово
Бетку́лово (Чебаки) — озеро в городском округе Сухой Лог Свердловской области. Относится к бассейну реки Кунара. Площадь 1,92 км².
Уровень уреза воды 192,1 м.

## География
Озеро находится в 4 км на юго-запад от села Светлое, дорога от которого ведёт к западному берегу. Берега окружены смешанным лесом и заболочены. Ранее в 2 км восточнее озера находилось село Чебаки.

## Гидрология
Средняя глубина озера 0,5 м, максимальная глубина 1,5 м

## Фауна
В озере водятся карась, линь, гольян, гнездится водоплавающая птица

## Данные водного реестра
По данным государственного водного реестра России, озеро Беткулово относится к Иртышскому бассейновому округу. Водохозяйственный участок реки — Пышма от Белоярского гидроузла до устья без р. Рефт, речной подбассейн реки — Тобол, речной бассейн реки — Иртыш.
Код объекта в государственном водном реестре — 14010502211111200011387.